# Грелка
Гре́лка, также термофор — устройство для согревания части тела сухим теплом с целью обогрева и предупреждения переохлаждения, либо для местного теплолечения; грелкой может называться и небольшое устройство для обогрева комнаты (к примеру, грелки судовые).
Наиболее распространенные виды грелок — герметически закрывающиеся резиновые емкости, заполняемые горячей водой, электрические (электротермические) грелки, химические грелки.
В древности применялись в качестве грелок разного рода ёмкости (кожаные мешки, бычьи пузыри, глиняные и медные сосуды) с горячей водой или с сыпучими веществами (крупой, отрубями, солью, песком, золой), а также нагретые предметы (например, камни, кирпичи или утюги). Подобные самодельные грелки продолжают использоваться и сейчас в домашнем быту. В качестве грелок могут также рассматриваться припарки в виде лепешек из льняного семени или муки.

## Медицинские грелки

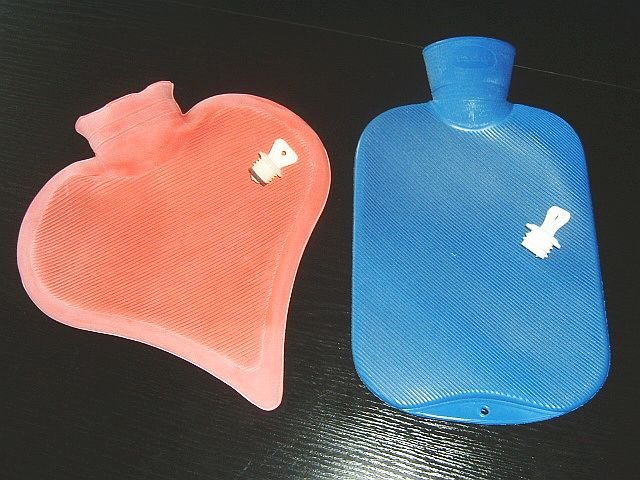
Резиновые грелки

Грелки применяются для лечения со времен Гиппократа. Вызывают расслабление гладкой мускулатуры и активную гиперемию, благодаря чему обладают болеутоляющим, рассасывающим и трофическим действием, причем грелка опосредованно действует на те органы, вегетативные нервы которых исходят из того же сегмента спинного мозга, в который вступают чувствительные нервы обогреваемого участка кожи. Рассасывающее действие зависит в первую очередь от длительности процедуры, и в меньшей степени — от температуры грелки.
Грелку используют как средство первой помощи при переохлаждении. Грелка, воздействуя сухим теплом, может помогать при хронических воспалительных процессах, последствиях травм. Однако применение грелки при острых воспалительных процессах в брюшной полости (например, острый аппендицит, острый холецистит), а также при повреждениях кожи, при ушибах (в первые сутки) может вызвать осложнения. Не рекомендуется применение грелки при болях в животе невыясненного происхождения.

## Химические грелки

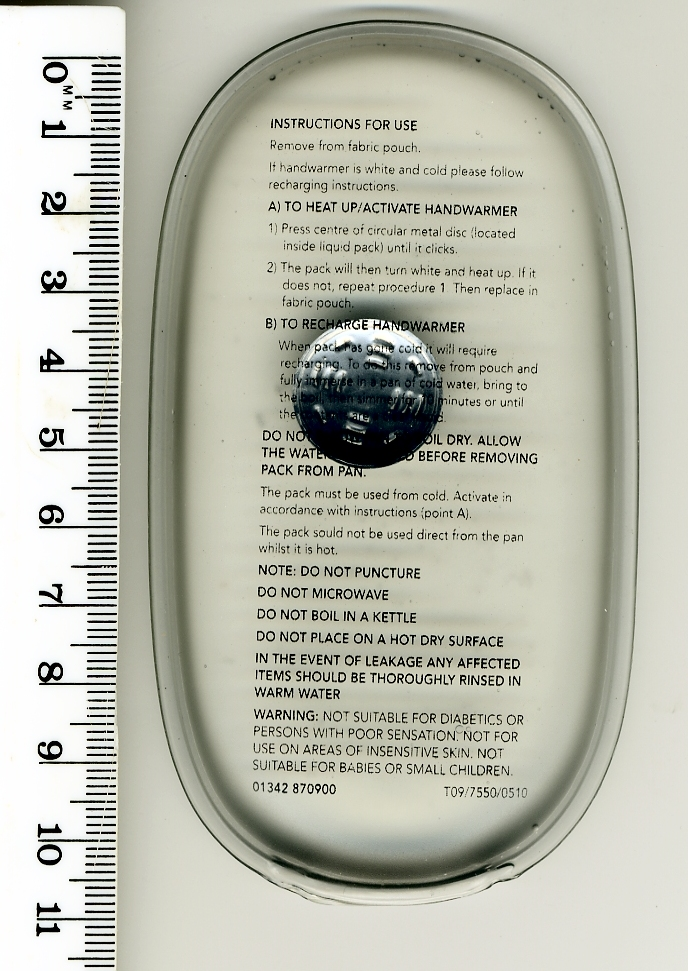
Солевая грелка

Химические грелки широко применяются в полевых условиях. Химические грелки могут выделять тепло при экзотермической реакции содержащихся внутри компонентов — например, каталитическая грелка, либо при фазовом переходе — например, солевая грелка.
Различные виды небольших (карманных) химических грелок известны со времен Первой мировой войны, где они использовались в армиях США и Англии для обогрева солдат в окопах.
В СССР химические грелки для армии использовались начиная с советско-финской войны, в первую очередь для обогрева раненых при их эвакуации. В большинстве грелок выделение тепла достигалось при окислении металлических порошков, содержащихся в грелке, добавляемой водой.
В настоящее время достаточное распространение получили химические грелки для индивидуального обогрева человека в полевых условиях: в туристическом походе, на рыбалке, охоте, в условиях, связанных с работой на улице, на зимних видах спорта и так далее. Советской промышленностью выпускалась грелка бензиновая каталитическая ГК-1, которая при полной заправке могла вырабатывать тепло в течение 8—14 часов с температурой до 60 °C, то есть на уровне болевого порога. Время работы химической грелки на одной заправке, как правило, составляет 6—8 часов.

## Грелки для постели

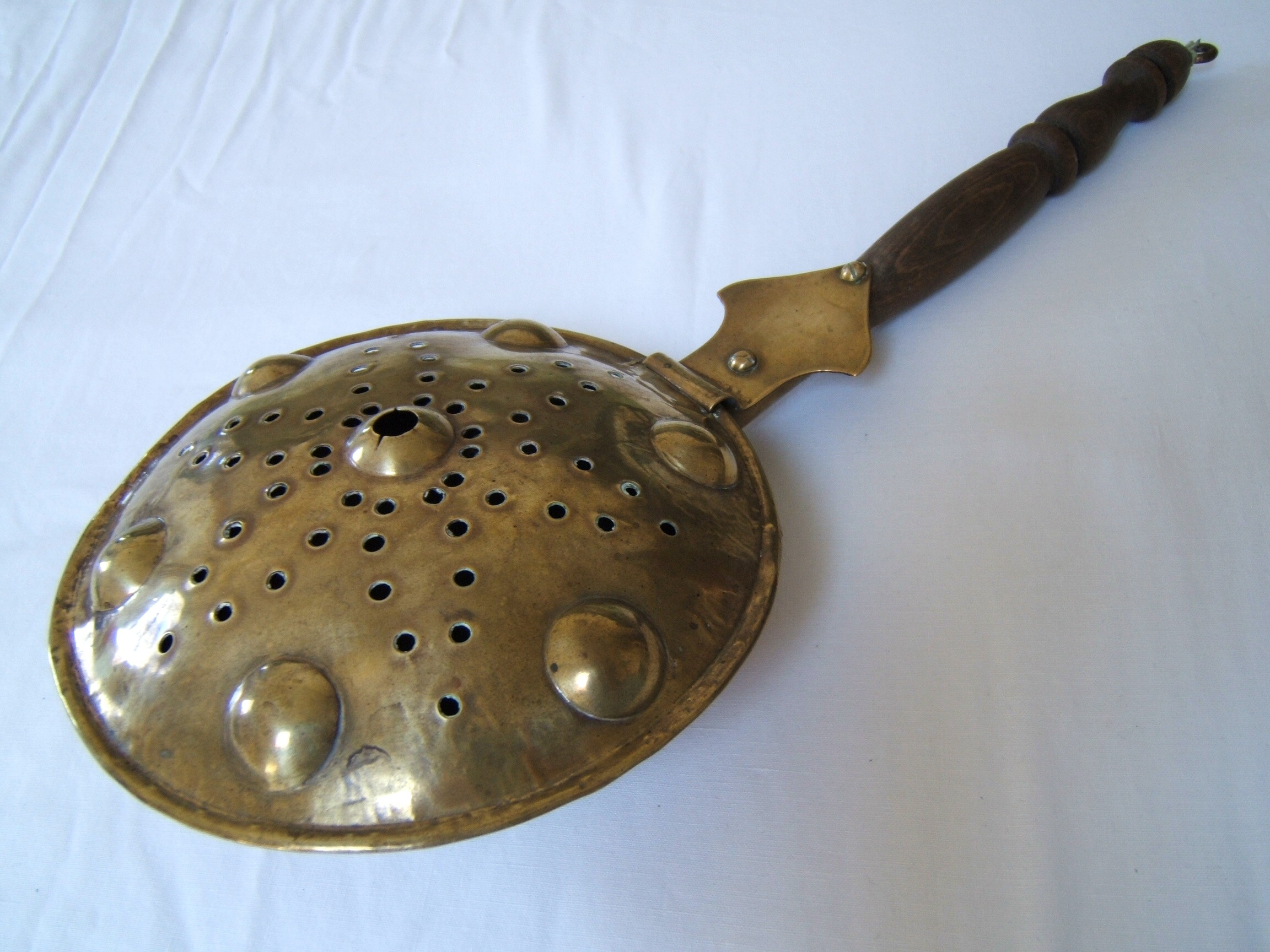
Медная грелка для постели

Некоторые виды грелок (грелки-жаровни, нем. Bettwärmer, устар. «нагревальник») широко использовались раньше для нагревания постели; такие грелки изготовлялись из металла или керамики в форме контейнера с крышкой на длиной ручке, наполняли их углями и золой, а ручка служила для передвижения грелки в постели — ради равномерного прогрева. В настоящее время функция грелки для постели перешла к электропростыням и электроодеялам.
В Западной Европе в конце XIX — начале XX веков использовались свинцовые грелки, наполняемые горячей водой и подкладываемые на сиденья и под ноги пассажиров в вагонах поездов, и сменяемые на промежуточных станциях.